# 友好林业局
友好林业局是一个位于中华人民共和国黑龙江省伊春市友好区的类似乡级单位，亦是黑龙江伊春森工集团所属的一个林业局。
友好林业局位于小兴安岭腹地，林业施业区面积为280888公顷，森林覆盖率82.5%。

## 行政区划
友好林业局下辖以下单位：
三合经营所、松园林场、中心经营所、永青经营所、碧云经营所、友谊经营所、青杨经营所、岭峰林场、奋斗林场、东卡林场、鸡爪河林场、绿源林场、广川经营所和朝阳经营所。